# Gibbula denizi
Gibbula denizi is een slakkensoort uit de familie van de Trochidae. De wetenschappelijke naam van de soort is voor het eerst geldig gepubliceerd in 2013 door Rolán & Swinnen.